# Pulau Malako
Pulau Malako is een bestuurslaag in het regentschap Sarolangun van de provincie Jambi, Indonesië. Pulau Malako telt 1082 inwoners (volkstelling 2010).